# اوتانگ (کمون)
اوتانگ (به فرانسوی: Autingues) یک کمون در فرانسه است که در پا-دو-کاله واقع شده‌است. اوتانگ ۲٫۹۷ کیلومتر مربع مساحت دارد ۲۱ متر بالاتر از سطح دریا واقع شده‌است.